# Flétrissement bactérien des graminées
Le flétrissement bactérien des graminées est une maladie bactérienne qui affecte diverses espèces de plantes de la famille des Poaceae (graminées), notamment des graminées fourragères, telles que Lolium multiflorum, Lolium perenne, Festuca pratensis,
Phleum pratense et Poa pratensis, causant des pertes de rendement importantes. Cette maladie est due à une bactérie,  Xanthomonas translucens pv. graminis (Xtg)  
et est présente en Europe, aux États-Unis et en Australasie.

## Agent pathogène

### Synonymes
- Xanthomonas campestris pv. graminis (Egli, Goto & Schmidt 1975) Dye 1978[3].